# Damüls
Damüls – gmina w Austrii, w kraju związkowym Vorarlberg, w powiecie Bregencja. Według danych Austriackiego Urzędu Statystycznego liczyła (na 1 stycznia 2015) 310 mieszkańców.